# Premios INJU
Los premios INJU son un reconocimiento otorgado por el Instituto Nacional de la Juventud y el Parlamento destinados a reconocer la labor y disciplina de los jóvenes de Uruguay. 

## Detalles y organización
Los premios INJU fueron creados en el año 2020 con el objetivo de reconocer a jóvenes de todo el país que se desempeñan en distintas actividades, desde el deporte, el empremdedurismo, la labor social y el medio ambiente.
Este reconocimiento tiene carácter nacional, como también departamental, por lo que desde su primera edición su ceremonia de entrega se realiza en el Salón de los Pasos Perdidos del Palacio Legislativo. Y en los días posteriores se llevan adelante las premiaciones departamentales en las diferentes capitales del país.
En las premiaciones siguientes, salvo en el año 2021 por cuestiones de emergencia sanitaria, todas las ceremonias se llevaron adelante en el Salón de los Pasos Perdidos, siendo presididas por la Vicepresidenta de la República, el Ministro de Desarrollo Social y el director del INJU. 

## Premiados
| Año  | Deporte            | Arte y Cultura  | Ciencia, Innovación y Medio Ambiente | Compromiso social | Emprendedurismo   | Bienestar animal | Ref.   |
| ---- | ------------------ | --------------- | ------------------------------------ | ----------------- | ----------------- | ---------------- | ------ |
| 2020 | Facundo            | Mariana         | Juan Francisco                       | María Belén       | Nahuel            | -                |        |
| 2021 | Marcos Sarraute    | Marcos Viera    | Marité Méndez                        | Erika Rodríguez   | Nicole Candatia   | -                | [2]    |
| 2022 | María Celia Blanco | Facundo Morales | Joaquín Bantancor                    | Manuel Gaite      | Sabrina Rodríguez | Antonella Clara  | [3][4] |